# Schoorl
Schoorl est un village de la commune néerlandaise de Bergen, dans la province de la Hollande-Septentrionale.

## Histoire

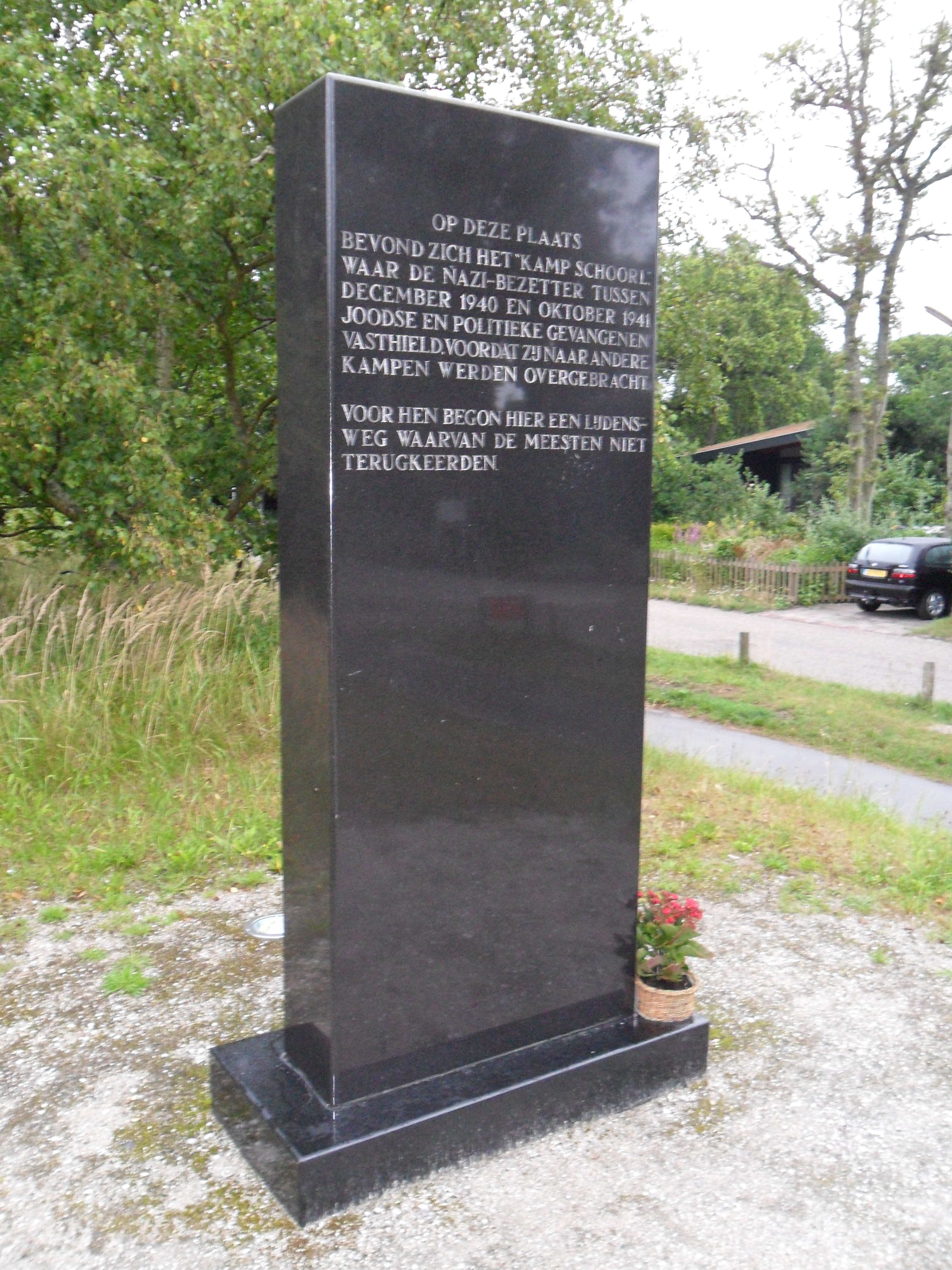
Mémorial sur le site où s'érigeait le camp.

Au cours de la Seconde Guerre mondiale, le camp de concentration Kamp Schoorl est situé sur le territoire de la ville. On y interne notamment les Juifs hollandais avant leur déportation vers les camps de la mort.
Schoorl a été une commune indépendante jusqu'au 1er janvier 2001, date de son rattachement à Bergen.